# Brabham BT48
Pour les articles homonymes, voir Brabham.
Chronologie des modèles (1979)
Brabham BT46 Brabham BT49
La Brabham BT48, est une monoplace construite par Brabham Racing Organisation et engagée en Formule 1 en 1979. Elle n'a signé ni meilleur tour en course, ni pole position.

## Résultats en championnat du monde de Formule 1
| Saison | Écurie               | Moteur               | Pneumatiques | Pilotes       | Courses | Courses | Courses | Courses | Courses | Courses | Courses | Courses | Courses | Courses | Courses | Courses | Courses | Courses | Courses | Points inscrits | Classement |
| Saison | Écurie               | Moteur               | Pneumatiques | Pilotes       | 1       | 2       | 3       | 4       | 5       | 6       | 7       | 8       | 9       | 10      | 11      | 12      | 13      | 14      | 15      | Points inscrits | Classement |
| ------ | -------------------- | -------------------- | ------------ | ------------- | ------- | ------- | ------- | ------- | ------- | ------- | ------- | ------- | ------- | ------- | ------- | ------- | ------- | ------- | ------- | --------------- | ---------- |
| 1979   | Parmalat Racing Team | Ford-Cosworth DFV V8 | Goodyear     |               | ARG     | BRÉ     | AFS     | USO     | ESP     | BEL     | MON     | FRA     | GBR     | ALL     | AUT     | P-B     | ITA     | CAN     | USE     | 7               | 8e         |
| 1979   | Parmalat Racing Team | Ford-Cosworth DFV V8 | Goodyear     | Niki Lauda    | Abd.    | Abd.    | 6e      | Abd.    | Abd.    | Abd.    | Abd.    | Abd.    | Abd.    | Abd.    | Abd.    | Abd.    | 4e      |         |         | 7               | 8e         |
| 1979   | Parmalat Racing Team | Ford-Cosworth DFV V8 | Goodyear     | Nelson Piquet |         | Abd.    | 7e      | 8e      | Abd.    | Abd.    | 7e      | Abd.    | Abd.    | 12e     | Abd.    | 4e      | Abd.    |         |         | 7               | 8e         |